# Heinrich Frommknecht

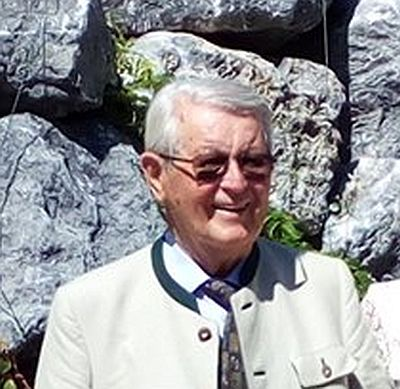
Heinrich Frommknecht, August 2017

Heinrich Eduard Frommknecht (* 8. Mai 1932 in Konstanz; † 25. Mai 2018 ebenda) war ein deutscher Betriebswirt und Versicherungsmanager. Von 1974 bis 1997 war er Vorstandsvorsitzender der Signal Versicherungen in Dortmund (heute: Signal Iduna).

## Herkunft
Heinrich Frommknechts Eltern entstammten beide Bauernfamilien aus der Nähe von Waltershofen in Oberschwaben. Seine Mutter starb, als er neun Jahre alt war. Frommknecht wuchs im Konstanzer Paradies auf und war Ministrant in der St.-Stephan-Kirche, der ältesten Konstanzer Kirche. Er war Schüler des Heinrich-Suso-Gymnasium Konstanz und Leistungsruderer im Achter des Rudervereins Neptun Konstanz.

## Berufliches Wirken
Im Jahr 1949 trat Frommknecht in die Dienste der Signal-Gruppe ein und absolvierte eine Ausbildung zum Versicherungskaufmann in Konstanz sowie ein Studium der Betriebswirtschaftslehre (mit dem Abschluss als Diplom-Betriebswirt) an der Fachhochschule Köln. Nach Tätigkeiten in Stuttgart und Dortmund wurde er 1968 Vorstand der Unterstützungskasse für Handwerk, Handel und Gewerbe HHG in Stuttgart, die im Bereich der betrieblichen Altersversorgung tätig war. Im Zuge der Fusion mit der Signal-Versicherungen AG in Dortmund wurde er Vorstandsmitglied der Signal.
Frommknecht war von 1974 bis 1997 Vorstandsvorsitzender (zunächst als „Generaldirektor“) der Signal Versicherungen AG  und bis 2010 auch in den verschiedenen Aufsichtsräten der Signal-Iduna-Gruppe (so in der VÖDAG Versicherung für den Öffentlichen Dienst AG des Adler-Iduna Verbandes in Berlin, der Allrecht  Rechtsschutzversicherung AG in Düsseldorf, in Hamburg in der Iduna Vereinte Lebensversicherung aG für Handwerk, Handel und Gewerbe) unter anderem als stellvertretender Vorsitzender engagiert. 2010 wurde er Ehrenmitglied des Aufsichtsrats der Signal-Iduna-Krankenversicherung.
Er war zudem von 1984 bis 1990 in Köln vorsitzender des Verbandes der Privaten Krankenversicherungen (PKV), in München stellvertretender Vorsitzender des Arbeitgeberverbandes der Versicherungsunternehmen in Deutschland (AGV) und Mitglied des Präsidiums im Gesamtverband der Deutschen Versicherungswirtschaft (GDV). Er war von 1981 bis 1984 Vorsitzender des Berufsbildungswerks der Versicherungswirtschaft und engagierte sich in weiteren bildungspolitischen Initiativen.
In seiner Zeit als PKV-Vorsitzender stellte Frommknecht die Anschubfinanzierung der Deutschen AIDS-Stiftung sicher, wofür er 1991 mit dem Großen Bundesverdienstkreuz ausgezeichnet wurde.
Von 1985 bis 2004 war Frommknecht Mitglied, ab 1996 Vorsitzender des Verwaltungsrats des RWI – Leibniz-Institut für Wirtschaftsforschung. Er war langjähriger Vorsitzender und zuletzt Ehrenvorsitzender der Gesellschaft für Westfälische Wirtschaftsgeschichte sowie Vorsitzender des Beirats am Fachbereich Wirtschaft der Fachhochschule Dortmund.
Frommknecht war außerdem lange Jahre Vizepräsident der Industrie- und Handelskammer zu Dortmund, Aufsichtsratsvorsitzender der Dortmunder Volksbank eG und Mitbegründer der Kulturstiftung Dortmund, deren Vorsitzender er von 1997 bis 2008 war. Er engagierte sich im Förderkreis des Konzerthauses Dortmund.
In seiner Heimatstadt Konstanz engagierte er sich beim Aufbau eines Versorgungswerks für die Beschäftigten der Handwerkskammer Konstanz.
Zusammen mit seiner Ehefrau ist er Namensgeber der Heinrich-und-Christa-Frommknecht-Stiftung, die im Jahr 2000 mit dem Stiftungszweck der Förderung von Wissenschaft und Forschung, Aus- und Weiterbildung, Kunst und Kultur und Völkerverständigung gegründet wurde. Jährlich wird der Heinrich-Frommknecht-Preis für die Jahrgangsbesten des Instituts für Versicherungslehre der Technischen Hochschule Köln sowie Förderpreise für den besten Absolventen im Bereich Versicherungsmathematik an der Fakultät für Mathematik der Technischen Universität Dortmund und für Studierende an der International School of Management Dortmund vergeben. Das Stiftungskapital beträgt 400.000 Euro.

## Privates
Am 16. September 1967 heiratete Frommknecht Christa Röder. Die Ehe blieb kinderlos.
Frommknecht lebte in Dortmund-Lücklemberg und war auch Kunstsammler, er sammelte Bodenseebilder – unter anderem von Bruno Epple, Hans Breinlinger und Otto Dix. Dabei arbeitete er mit der Städtischen Wessenberg-Galerie in Konstanz zusammen. Frommknecht war Herausgeber von zwei Kunstbänden mit Bodenseebildern.
Der Maler und Bildende Künstler Heinrich Vogel war Frommknechts Onkel und Taufpate.
Frommknecht war Förderer des Sinfonischen Chores Konstanz und der Südwestdeutschen Philharmonie Konstanz. Er war zudem über Jahrzehnte der Konstanzer Blätzlebuebe-Zunft, einer der großen Narrenzünfte der traditionellen schwäbisch-alemannischen Fasnacht, tätig verbunden.

## Ehrungen und Auszeichnungen
- Verdienstkreuz 1. Klasse des Verdienstordens der Bundesrepublik Deutschland (1983)
- Großes Verdienstkreuz des Verdienstordens der Bundesrepublik Deutschland (1991)
- Verdienstorden des Landes Nordrhein-Westfalen (1994)
- Ehrenblätz der Konstanzer Blätzlebuebe-Zunft (1997)
- Verdienstorden der Republik Ungarn (1998)
- Ehrenmitglied der Vollversammlung der Industrie- und Handelskammer zu Dortmund (1998)
- Ehrenmitglied des Leibniz-Instituts für Wirtschaftsforschung RWI (2004)
- Ehrenvorsitzender der Kulturstiftung Dortmund (2008)
- Handwerkszeichen in Gold
- Ehrenmitglied des Deutschen Vereins für Versicherungswissenschaft
- Ehrenmitglied der Vereinigung der Versicherungs-Betriebswirte
- Ehrenvorsitzender des Kuratoriums der International School of Management